# Janet Kisa
Janet Kisa (ur. 5 marca 1992) – kenijska lekkoatletka, specjalizująca się w biegach długodystansowych i przełajowych.
Złota medalistka mistrzostw świata w biegach przełajowych z 2013 w drużynie seniorek. W 2014 sięgnęła po srebro w biegu na 5000 metrów podczas igrzysk Wspólnoty Narodów w Glasgow oraz stanęła na najniższym stopniu podium mistrzostw Afryki.

## Osiągnięcia
| Rok  | Impreza                                   | Miejsce   | Konkurencja    | Pozycja     | Wynik    |
| ---- | ----------------------------------------- | --------- | -------------- | ----------- | -------- |
| 2011 | Mistrzostwa Afryki juniorów               | Gaborone  | bieg na 5000 m | 2. miejsce  | 15:24,75 |
| 2013 | Mistrzostwa świata w biegach przełajowych | Bydgoszcz | indywidualnie  | 6. miejsce  | 24:46    |
| 2013 | Mistrzostwa świata w biegach przełajowych | Bydgoszcz | drużynowo      | 1. miejsce  |          |
| 2014 | Mistrzostwa Afryki w biegach przełajowych | Kampala   | indywidualnie  | 2. miejsce  | 25:42    |
| 2014 | Mistrzostwa Afryki w biegach przełajowych | Kampala   | drużynowo      | 1. miejsce  |          |
| 2014 | Igrzyska Wspólnoty Narodów                | Glasgow   | bieg na 5000 m | 2. miejsce  | 15:08,90 |
| 2014 | Mistrzostwa Afryki                        | Marrakesz | bieg na 5000 m | 3. miejsce  | 15:54,04 |
| 2014 | Puchar interkontynentalny                 | Marrakesz | bieg na 3000 m | 4. miejsce  | 9:01,72  |
| 2015 | Mistrzostwa świata w biegach przełajowych | Guiyang   | indywidualnie  | 12. miejsce | 27:22    |
| 2015 | Mistrzostwa świata                        | Pekin     | bieg na 5000 m | 6. miejsce  | 15:02,68 |

W 2011 zdobyła złoty medal mistrzostw Kenii w biegach przełajowych w kategorii juniorek.

## Rekordy życiowe
- bieg na 5000 metrów – 14:38,70 (2016)